# Harry Potter et la Chambre des secrets
Cet article concerne le livre. Pour l'article sur le film, voir Harry Potter et la Chambre des secrets. Pour l'article sur le jeu vidéo, voir Harry Potter et la Chambre des secrets.
Harry Potter et la Chambre des secrets (Harry Potter and the Chamber of Secrets) est le deuxième roman de la série littéraire centrée sur le personnage de Harry Potter créé par J. K. Rowling. Il a été publié le 2 juillet 1998 par Bloomsbury et le 23 mars 1999 en France.
Le livre a été traduit en français, comme les six autres tomes de la série, par Jean-François Ménard et sa couverture a été illustrée dans son édition française par Jean-Claude Götting.

## Publication de l'œuvre

### Développement
J. K. Rowling rencontre des difficultés pour terminer La Chambre des Secrets, craignant de ne pas répondre aux attentes nourries par L'école des sorciers, le tome précédent et amorce de la série :

« Je n'ai eu qu'une seule fois dans ma vie professionnelle le syndrome de la page blanche. C'était pour le deuxième livre d'Harry Potter. Je me suis complètement figée parce que le premier livre avait dépassé mes attentes les plus folles et j'étais dans un état de panique. Cela n’a duré qu’une semaine environ, mais je ne voyais tout simplement pas comment avancer. J’étais dépassée. »

— J. K. Rowling (en mai 2024)
Après avoir livré le manuscrit à Bloomsbury dans les délais prévus, elle le reprend pour l'examiner davantage, au besoin de six semaines supplémentaires.
Dans les premières ébauches du livre, le fantôme Nick Quasi-Sans-Tête chante une chanson à propos de son état et des circonstances de sa mort. Ce passage est réduit sur le souhait de l’éditeur, mais publié ultérieurement sur le site officiel de J. K. Rowling. Les origines du personnage de Dean Thomas sont supprimées, considérées comme une « digression inutile », tandis que le parcours de Neville Londubat est jugé en revanche « plus important pour l'intrigue centrale ».

### Publication
La Chambre des secrets est publié le 2 juillet 1998 au Royaume-Uni, le 23 mars 1999 en France et le 2 juin 1999 aux États-Unis,. Il prend immédiatement la première place dans les listes britanniques des best-sellers, en détrônant des auteurs populaires comme John Grisham, Tom Clancy et Terry Pratchett et faisant de Rowling la première auteure à gagner le British Book Awards (en) dans la catégorie Meilleur livre jeunesse durant deux années consécutives. En juin 1999, le livre atteint directement le sommet de trois listes américaines de best-seller, dont celle publiée par le New York Times.
Les impressions des premières éditions comportent plusieurs erreurs (comme Dumbledore déclarant que Voldemort est le dernier « ancêtre » vivant de Salazar Serpentard au lieu de son « descendant » par exemple), corrigées dans les éditions suivantes.

## Histoire

### Résumé de l'intrigue

#### La légende de la Chambre des Secrets (chapitres I à IX)

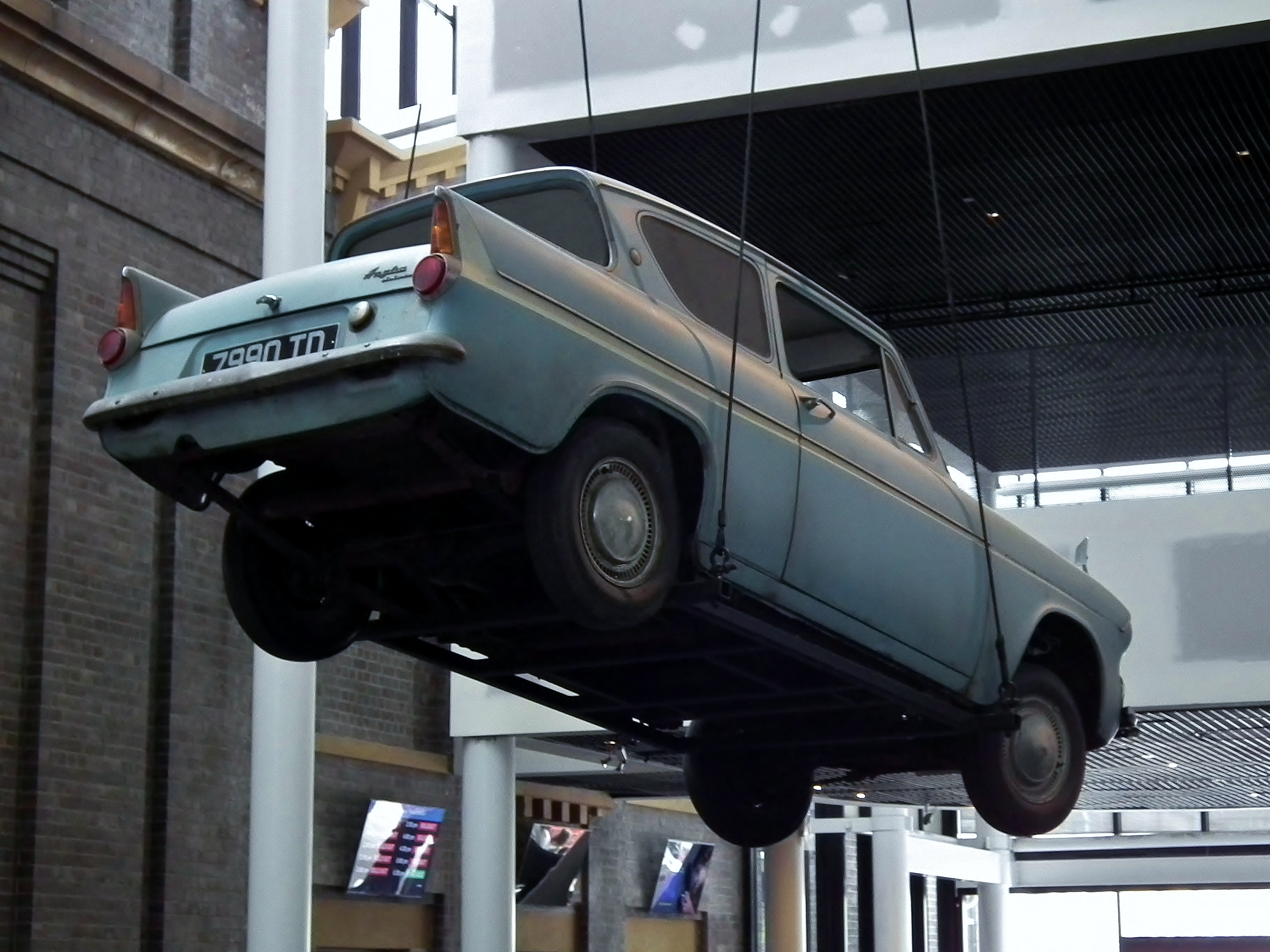
L'une des Ford Anglia utilisées pour le tournage de La Chambre des Secrets. Harry Potter - The Exhibition, Powerhouse Museum, Sydney (2012).

Fin juillet, Harry reçoit la visite de Dobby, un elfe de maison, qui le met en garde et lui conseille de ne pas retourner à Poudlard où un dangereux complot se préparerait. Mais Harry choisit d'ignorer cet avertissement. En réponse, Dobby provoque un incident dans la cuisine des Dursley. Furieux, l'oncle Vernon enferme Harry dans sa chambre en lui interdisant de retourner à Poudlard. Ron et ses deux frères Fred et George viennent donc le libérer à l'aide d'une vieille voiture volante, empruntée à leur père, et Harry rejoint le Terrier, la maison familiale des Weasley, pour y passer le restant de l'été.
Au moment de prendre le Poudlard Express pour l'école, Harry et Ron ne parviennent pas à franchir la barrière du quai 9 ¾ (Harry apprendra plus tard que Dobby avait bloqué le passage) et décident donc de se rendre à Poudlard avec la voiture volante restée sur le parking de la gare. En arrivant à l'école, la voiture s'écrase sur un saule cogneur.
Durant l'année, Harry entend à plusieurs reprises une voix étrange à travers les murs du château,. Le soir d'Halloween, il découvre sur un mur l'inscription : « La chambre des secrets a été ouverte. Ennemis de l'héritier, prenez garde », ainsi que Miss Teigne, la chatte du concierge, pétrifiée. Hermione demande au professeur Binns de leur raconter la légende de la Chambre des secrets, et les élèves apprennent que la Chambre fut construite par Salazar Serpentard, l'un des quatre fondateurs de l’école, dans le but de purger Poudlard des élèves indignes, selon lui, d'y étudier la magie : ceux qui ne sont pas de sang pur (les sang-de-bourbe) et les cracmols. Selon le mythe, elle ne peut être rouverte que par l'héritier de Serpentard. À la suite de cette révélation, Harry se souvient que le Choixpeau Magique avait hésité à l'envoyer à Serpentard l'année précédente et commence à éprouver des doutes. Mais il se rallie à ses amis qui soupçonnent Malefoy d'être l'héritier dont parle la légende, après qu'il a traité Hermione de « sang-de-bourbe ». Hermione a alors l'idée de préparer une potion de Polynectar afin de prendre l'apparence de trois élèves de Serpentard, et ainsi interroger Malefoy.

#### L'héritier de Serpentard (chapitres X à XV)

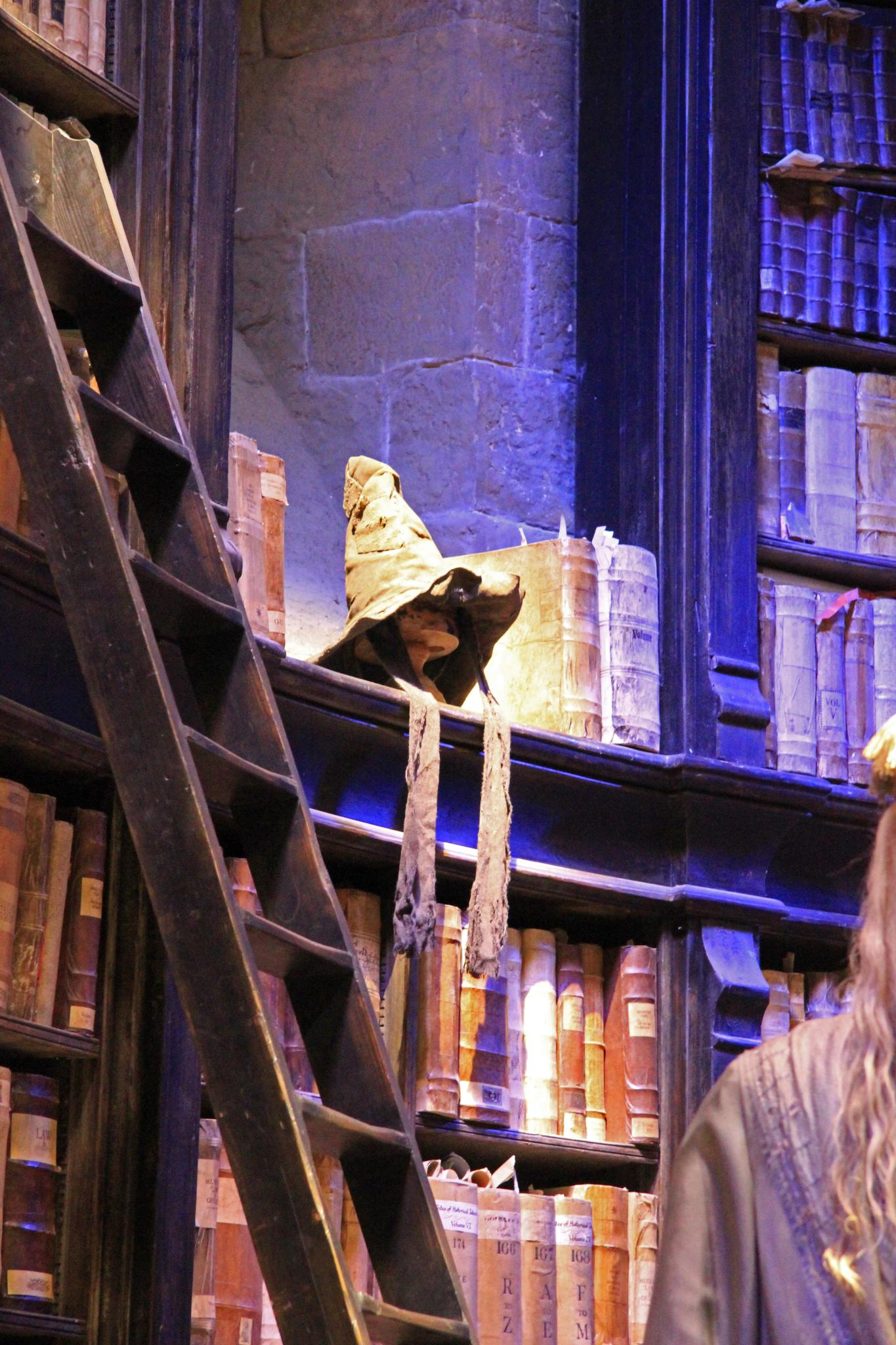
Le Choixpeau magique entreposé dans le bureau de Dumbledore. The Making of Harry Potter, Studios Leavesden (2012).

Tandis que Dumbledore hésite à faire rentrer les élèves chez eux après une seconde agression  (d'un élève cette fois), Gilderoy Lockhart, le nouveau professeur de défense contre les forces du Mal, a alors l'idée d'ouvrir un club de duels pour apprendre aux élèves à se défendre face au danger potentiel. En souhaitant repousser un serpent lancé par son adversaire Malefoy, Harry se rend compte qu'il parle Fourchelang, l'une des facultés de Salazar Serpentard. Il est alors immédiatement soupçonné d'être son héritier par la majorité des élèves, d'autant qu'il est le premier à être vu un peu plus tard sur les lieux d'une double agression : celle d'un autre élève et du fantôme Nick Quasi-Sans-Tête. Durant les vacances de Noël, Ron et Harry boivent le Polynectar enfin prêt, et prennent alors l'apparence de Crabbe et Goyle en ajoutant à leur potion un cheveu des deux serpentard. Hermione, de son côté, a ajouté par mégarde un poil de chat dans sa potion et préfère donc rester cachée. Le plan fonctionne plutôt bien et Malefoy livre aux garçons transformés ce qu'il sait sur la Chambre des secrets : il ignore l'identité de l'héritier, et la dernière fois que la Chambre aurait été ouverte (c'est-à-dire une cinquantaine d'années plus tôt), un élève moldu de l'école aurait été tué et le responsable, dont on ignore le nom, renvoyé.
Harry trouve dans les toilettes un journal intime appartenant à un certain T.E. Jedusor et découvre qu'il peut "dialoguer" avec ce dernier. Il apprend ainsi de Jedusor que Hagrid aurait ouvert la Chambre des secrets cinquante ans plus tôt. Peu de temps après, le journal intime est volé. Remarquant que Harry semble le seul à entendre la voix derrière les murs, Hermione se rend précipitamment à la bibliothèque, persuadée d'avoir élucidé quelque chose. Elle est retrouvée à son tour pétrifiée, ainsi qu'une élève de Serdaigle, avec un miroir posé par terre. Harry et Ron sont bouleversés. Cachés sous la cape d'invisibilité, les deux garçons assistent impuissants à l'arrestation de Hagrid et à la suspension des fonctions de directeur de Dumbledore. Suivant un indice laissé par Hagrid, Harry et Ron se rendent dans la forêt interdite et y rencontrent Aragog, une Acromantule, que Hagrid avait été soupçonné cinquante ans plus tôt d'avoir libéré de la Chambre. Ils apprennent que le monstre n'était pas une araignée géante, mais une créature particulièrement redoutée par celles-ci.

#### Dans la Chambre (chapitres XVI à XVIII)

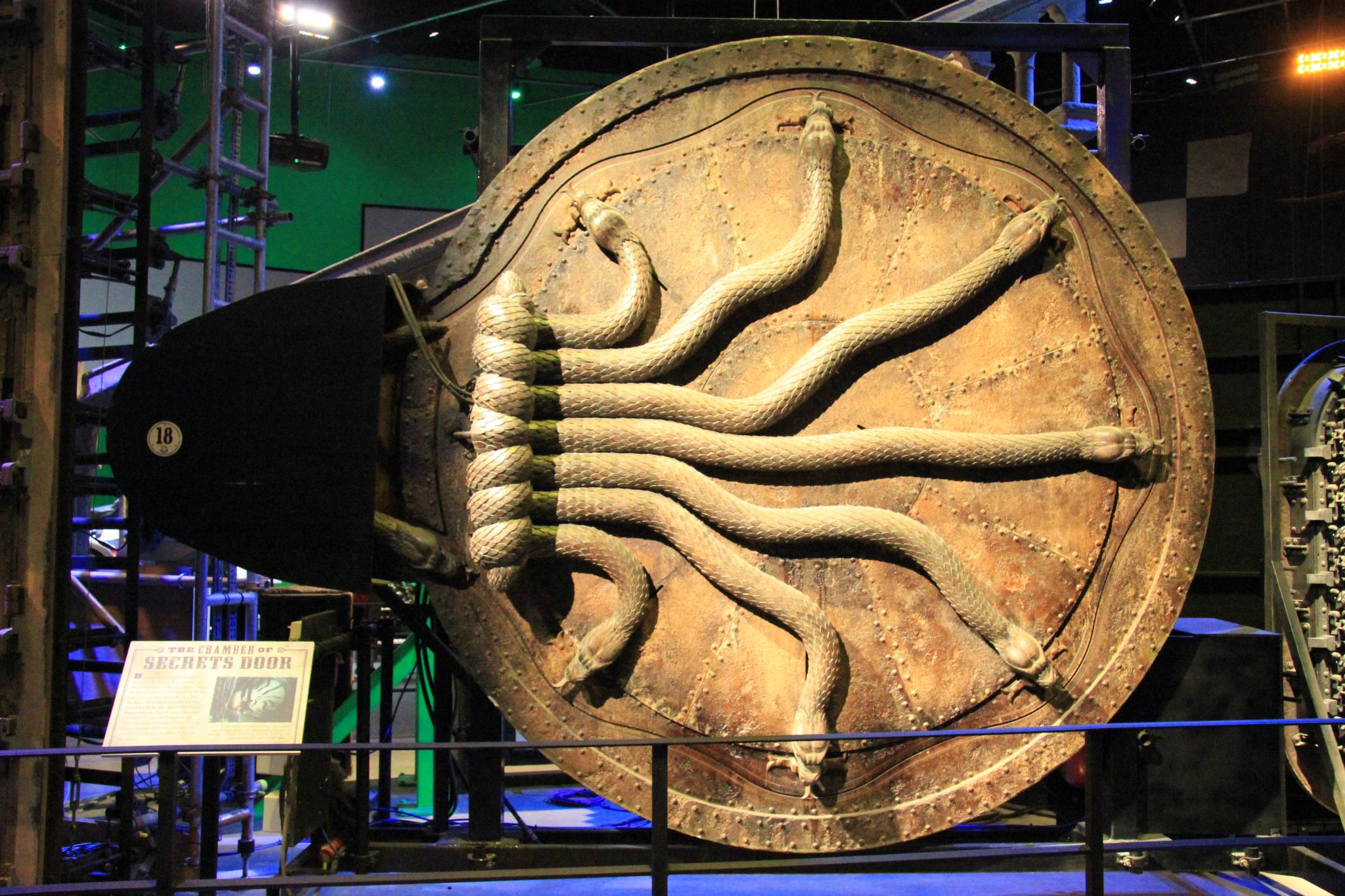
La porte d'entrée de la Chambre des secrets, utilisée pour le deuxième film (studios Harry Potter).

Grâce aux recherches d'Hermione, Harry et Ron comprennent que le monstre de la chambre est un basilic. Peu après, Ginny, la sœur de Ron, est capturée et emmenée dans la Chambre. Une inscription écrite avec du sang sur un mur de l'école le précise et menace même d'y laisser reposer son squelette à tout jamais. Grâce aux recherches d'Hermione, et avec l'aide de Ron et de Mimi Geignarde, Harry découvre un passage dans les toilettes des filles, derrière l'un des lavabos, menant probablement à la Chambre. Il ouvre le passage en parlant fourchelang. Aussitôt, le lavabo bascule, dévoilant une plomberie suffisamment large pour permettre à un homme d'y glisser. Harry ouvre la porte d'entrée de la Chambre et y retrouve le corps inanimé de Ginny, ainsi que Tom Jedusor (ou plutôt une forme matérialisée de son souvenir, conservé par le biais de son journal). Jedusor avoue à Harry s'être servi de Ginny Weasley pour rouvrir la Chambre et libérer le monstre, par ses simples discussions avec elle. Il avoue également son véritable nom : Tom Elvis Jedusor, anagramme de « Je suis Voldemort » (en anglais : Tom Marvolo Riddle, « I am Lord Voldemort »), et le fait qu'il soit le véritable héritier de Salazar Serpentard.
Harry affronte le basilic libéré par Jedusor. Grâce à l'intervention du phénix de Dumbledore qui le guérit de ses blessures et lui transmet l'épée de Gryffondor, il parvient à le vaincre et détruit le journal (et par conséquent le souvenir de Jedusor) avec l'un de ses crochets. La silhouette disparaît définitivement et Ginny reprend connaissance. Le lecteur apprendra plus tard dans la saga que ce journal était l'un des Horcruxes de Voldemort.
Quand Dumbledore reprend ses fonctions de directeur, il reçoit dans son bureau Lucius Malefoy, qui vient accompagné de son elfe Dobby, et l'accuse d'avoir voulu compromettre la carrière d'Arthur Weasley par le biais de sa fille Ginny Weasley, en cherchant à la rendre responsable des événements menaçant les enfants de moldus. Harry comprend que Lucius Malefoy est le maître de Dobby et que ce dernier a tenté tout au long de l'année de le prévenir du danger. Par la ruse, Harry parvient à faire en sorte que Malefoy libère Dobby.
Hagrid revient à Poudlard, innocenté et prêt à retrouver ses fonctions. Harry et Ron retrouvent également Hermione et les autres élèves ayant été pétrifiés, soignés par un philtre de mandragores.

### Chronologie
- 1992 :
  - 31 juillet : 12e anniversaire de Harry Potter. Visite de l'elfe Dobby au domicile des Dursley lors d'un dîner avec les Mason.
  - 3 août : Harry est sauvé de sa chambre, où il est enfermé, par Ron, Fred et George Weasley à bord de la Ford Anglia volante.
  - 19 août[47] : Lucius Malefoy transmet discrètement le vieux journal de Tom Jedusor (Voldemort) à Ginny Weasley dans la librairie Fleury et Bott, peu de temps avant la rentrée[48] alors que la famille Weasley, Harry et Hermione font leurs achats de fournitures scolaires sur le Chemin de Traverse.
  - Tout au long de l'année scolaire : Ginny Weasley est envoûtée par le journal de Jedusor[49]. Voldemort la contraint par le biais de ses souvenirs à rouvrir la Chambre des secrets et à libérer le Basilic qu'elle contient sur les enfants Moldus de l'école[50].
  - 1er septembre : Harry et Ron ne peuvent pas accéder à la voie 9 ¾ à cause de Dobby et se rendent à Poudlard à l'aide de la Ford Anglia et sont vus par plusieurs Moldus, ce pour quoi Ron recevra une Beuglante de sa mère le lendemain. Ginny Weasley est envoyée à Gryffondor lors de la cérémonie de la répartition.
  - 3 septembre : Gilderoy Lockhart donne son premier cours de Défense contre les forces du Mal aux deuxièmes années et lâche des lutins de Cornouailles dans la classe.
  - 5 septembre : Le matin, après que Drago Malefoy a insulté Hermione, Ron essaie de lui lancer un sort de Crache-limaces qui se retourne contre lui. Le soir, Harry et Ron effectuent les retenues qu'ils ont reçues à la suite du voyage en Ford Anglia du 1er septembre. Ron doit astiquer l'argenterie de la salle des trophées sous la surveillance de Rusard tandis que Harry aide le professeur Lockhart à répondre à ses admirateurs. Harry entend alors pour la première fois le Basilic.
  - 24 octobre : Après être rentré au château d'un entrainement de Quidditch en répandant de la boue partout, Harry est surpris par Rusard qui l'emmène dans son bureau pour le punir. Harry évite de peu cette punition grâce à Nick Quasi-sans-tête et Peeves mais aussi sa découverte d'une lettre de "Kwikspell" adressée à Rusard qui fera comprendre à Harry que Rusard est un Cracmol. Nick Quasi-sans-tête invite Harry, Ron et Hermione à son 500e anniversaire de mort.
  - 31 octobre : Le soir d'Halloween, Harry, Ron et Hermione se rendent à l'anniversaire de mort de Nick puis en le quittant, Harry entend à nouveau le Basilic et il découvre, avec Ron et Hermione, sa première victime pétrifiée, Miss Teigne, la chatte de Rusard.
  - 4 novembre : Pendant leur cours d'Histoire de la magie, les élèves de deuxième année convainquent le professeur Binns de leur parler de l'histoire de la Chambre des secrets. Première visite des toilettes de Mimi Geignarde.
  - 5 novembre : Après son cours de DCFM, Hermione obtient la permission du professeur Lockhart pour emprunter à la réserve de la bibliothèque le livre Les Potions de grand pouvoir contenant la recette du Polynectar.
  - 7 novembre : Match de Quidditch opposant Gryffondor à Serpentard, remporté par Gryffondor grâce à Harry qui parvient à s'emparer du Vif d'or. Au cours du match, Harry se fait casser le bras par un Cognard fou. Le professeur Lockhart rate son sort Brackium Emendo sur le bras d'Harry dont tous les os disparaissent. Harry est alors envoyé à l'Infirmerie.
  - 8 novembre : Dans la nuit, Dobby rend visite à Harry. Une seconde attaque a lieu, Colin Creevey est lui aussi pétrifié. Ron et Hermione travaillent sur le Polynectar dans les toilettes des filles.
  - 10 décembre : Pendant un cours de Potions, Hermione vole des ingrédients nécessaires à la préparation du Polynectar au professeur Rogue, dans sa réserve.
  - 17 décembre : Le soir, le professeur Lockhart organise la première session de son club de duel dans la Grande Salle, assisté du professeur Rogue. Au cours de cette session, Harry parle Fourchelang. Un blizzard commence également.
  - 18 décembre : Alors que le dernier cours de botanique est annulé à cause du blizzard, un deuxième coq est tué et une troisième attaque du Basilic se produit : Justin Finch-Fletchley et le fantôme Nick Quasi-sans-Tête sont pétrifiés.
  - 25 décembre : Le jour de Noël, le Polynectar est terminé. Ron et Harry prennent l'apparence de Crabbe et Goyle pour obtenir des informations de Drago Malefoy sur la Chambre des secrets. Hermione doit, elle, se rendre à l'infirmerie, sa transformation ayant échoué puisqu'elle a ajouté des poils de chat au lieu de cheveux de Milicent Bullstrode dans sa potion. Elle se retrouve affublée d'une fourrure noire, d'yeux jaunes et de longues oreilles pointues.
- 1993 :
  - 1er février : Hermione sort de l'infirmerie.
  - 14 février : Le professeur Lockhart organise sa surprise pour la Saint-Valentin. Harry discute avec Tom Jedusor à l'aide du journal intime de ce dernier.
  - 8 mai :  Le match de Quidditch entre Gryffondor et Poufsouffle est annulé en raison d'une quatrième attaque du Basilic. Les victimes sont Hermione Granger et Pénélope Deauclaire qui ont été pétrifiées. Le professeur Dumbledore est relevé de ses fonctions de directeur de Poudlard par le conseil d'administration et Hagrid est envoyé à la prison d'Azkaban.
  - 24 mai : Tard dans la nuit, Harry et Ron rencontrent Aragog dans la Forêt Interdite.
  - 29 mai[47] : Les mandragores sont prêtes à être coupées. Harry, Ron et le professeur Lockhart pénètrent dans la Chambre des secrets. Harry y retrouve Ginny Weasley, y tue le Basilic qui y demeure, et détruit avec un crochet du serpent le journal de Jedusor[43] (qu'il ignore être le premier horcruxe).
  - 30 mai : Le professeur Dumbledore est rétabli dans ses fonctions. Lucius Malefoy est renvoyé du conseil d’administration et Dobby est libéré. Toutes les victimes pétrifiées reviennent à la vie. Un festin est organisé pendant toute la nuit au cours duquel il est annoncé que les examens prévus pour début juin sont annulés, à 3h30 du matin, Hagrid est de retour d'Azkaban et Gryffondor se voit remettre la coupe des Quatre Maisons.
  - 19 juin : Retour à Londres par le Poudlard Express.

## Principaux personnages
- Harry Potter : orphelin et héros de l'histoire.
- Ronald "Ron" Weasley : ami de Harry et d'Hermione. Il vient chercher Harry chez les Dursley en voiture volante et l'accompagne dans la forêt interdite et dans la Chambre des secrets.
- Hermione Granger : amie de Harry et de Ron. Hermione parvient à découvrir que le monstre de la Chambre des secrets est un basilic. Fille de parents moldus, elle fait partie des élèves pétrifiés.
- Rubeus Hagrid : garde-chasse de Poudlard, accusé d'avoir ouvert la Chambre des secrets par le passé. C'est un ami du trio principal.
- Albus Dumbledore : directeur de Poudlard.
- Ginny Weasley : sœur de Ron, qui entre en première année à Poudlard. Elle est manipulée par le journal intime de Jedusor tout au long de l'année.
- Tom Jedusor : il s'agit de Voldemort jeune. Il apparaît dans cette histoire sous forme de souvenir et cherche à rouvrir la Chambre des secrets.
- Gilderoy Lockhart : nouveau professeur de défense contre les forces du Mal, particulièrement narcissique.
- Molly Weasley : mère de Ron et de Ginny. Elle se montre très accueillante envers Harry lorsque celui-ci arrive au Terrier, et le considère comme un membre de la famille.
- Arthur Weasley : père de Ron et de Ginny, employé du ministère de la Magie au Service des détournements de l'artisanat moldu. Il est détesté par Lucius Malefoy, qui réprouve son admiration pour les moldus.
- Severus Rogue : professeur de potions à Poudlard et directeur de la maison des Serpentard.
- Mimi Geignarde : jeune fille fantôme, assez caractérielle, occupant les toilettes des filles depuis une cinquantaine d'années. Son histoire semble liée à la précédente ouverture de la Chambre des secrets.

## Cadre du récit

### Little Whinging
L'histoire commence chez les Dursley, au 4 Privet Drive, à Little Whinging, dans le Surrey. L'elfe Dobby apparaît dans la chambre de Harry, puis provoque un incident dans la cuisine, alors qu'un riche promoteur immobilier et sa femme sont invités pour dîner. Vernon Dursley, pour punir Harry, l'enferme dans sa chambre avec l'interdiction de retourner à Poudlard. Ron et ses frères viennent le libérer en voiture volante.
La maison est similaire à celle dans laquelle l'auteure J. K. Rowling a vécu durant une partie de son enfance, dans la banlieue de Winterbourne, près de Bristol. Dans l'histoire, Little Whinging est un lieu ancré dans la bourgeoisie et très distinctement séparé du monde « sorcier » imaginé par l'auteure.

### LeTerrier

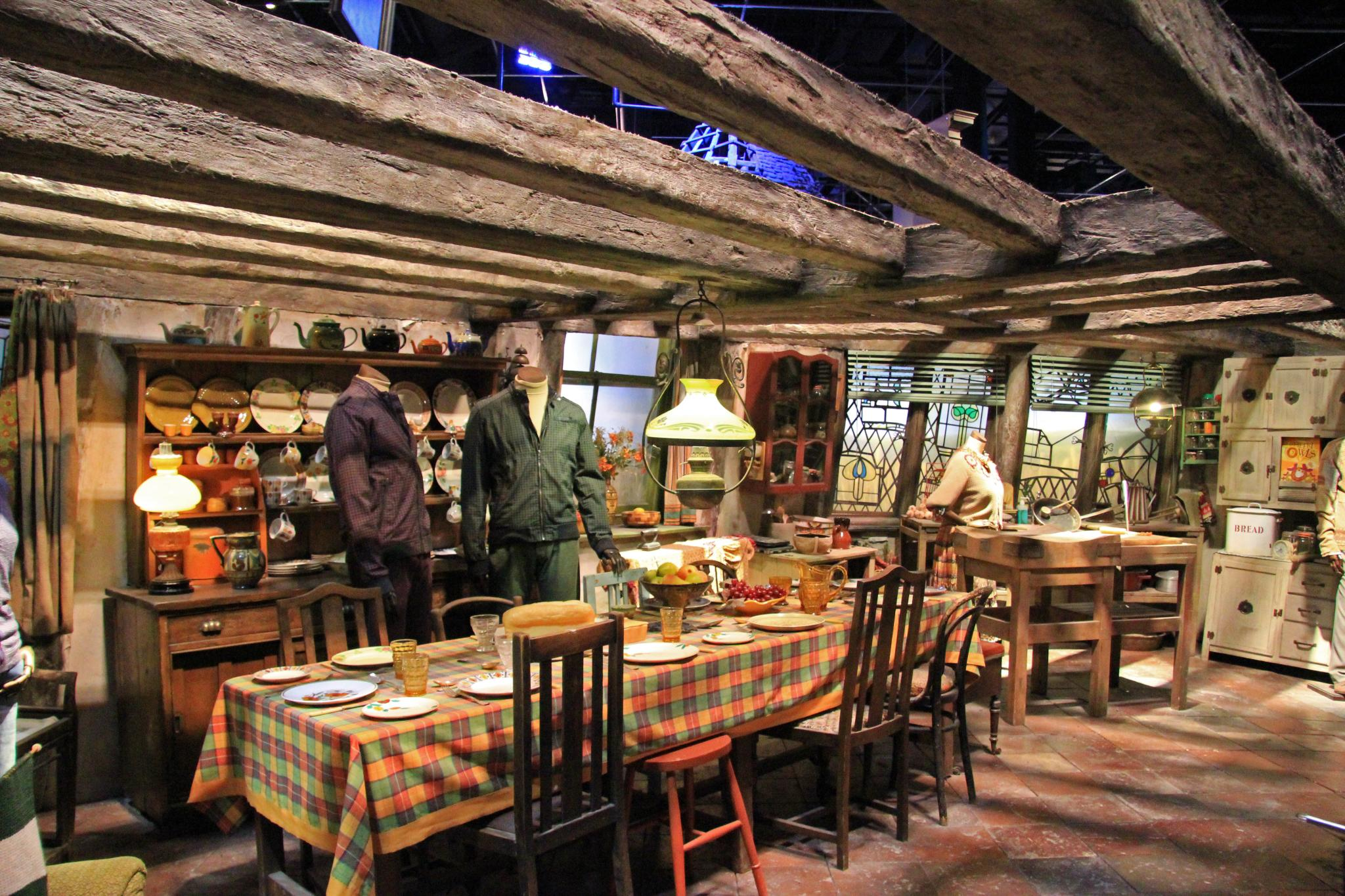
Un aperçu du Terrier aux studios Harry Potter.

Après avoir été libéré de chez les Dursley, Harry est conduit au Terrier, la maison de famille des Weasley. Il y retrouve Madame Weasley et fait la rencontre de Monsieur Weasley, un sorcier passionné par les objets moldus, travaillant au ministère de la Magie. Harry passe le restant de l'été chez eux. Il y déjeune en famille, s’entraîne au quidditch sur la colline avec Ron, Fred et George et aide à « dégnomer » le jardin.
La maison, imaginée dans un style Tudor par Stuart Craig, est située près du village fictif de Loutry Ste Chaspoule, localisé par J. K. Rowling quelque part dans le comté du Devon, au Sud-Ouest de l'Angleterre. Malgré l'apparence délabrée de la maison, Harry, qui ne peut s'empêcher de faire la comparaison avec la maison de son oncle et sa tante où il a toujours résidé, juge à sa première visite que c'est la plus belle qu'il ait jamais vue. La maison est très accueillante et douillette et l'ambiance y est animée.
J. K. Rowling a souhaité créer un contraste fort entre la maison familiale des Weasley, chaleureuse et atypique, et celle austère et impersonnelle des Dursley où Harry a vécu caché jusqu'à ses onze ans. Le Terrier représente la maison de famille par excellence. L'amour que Mrs Weasley porte à Harry et la nourriture à la fois abondante, saine et réconfortante qu'elle lui offre sans restriction sont des détails marquants du livre.

### Chemin de Traverse

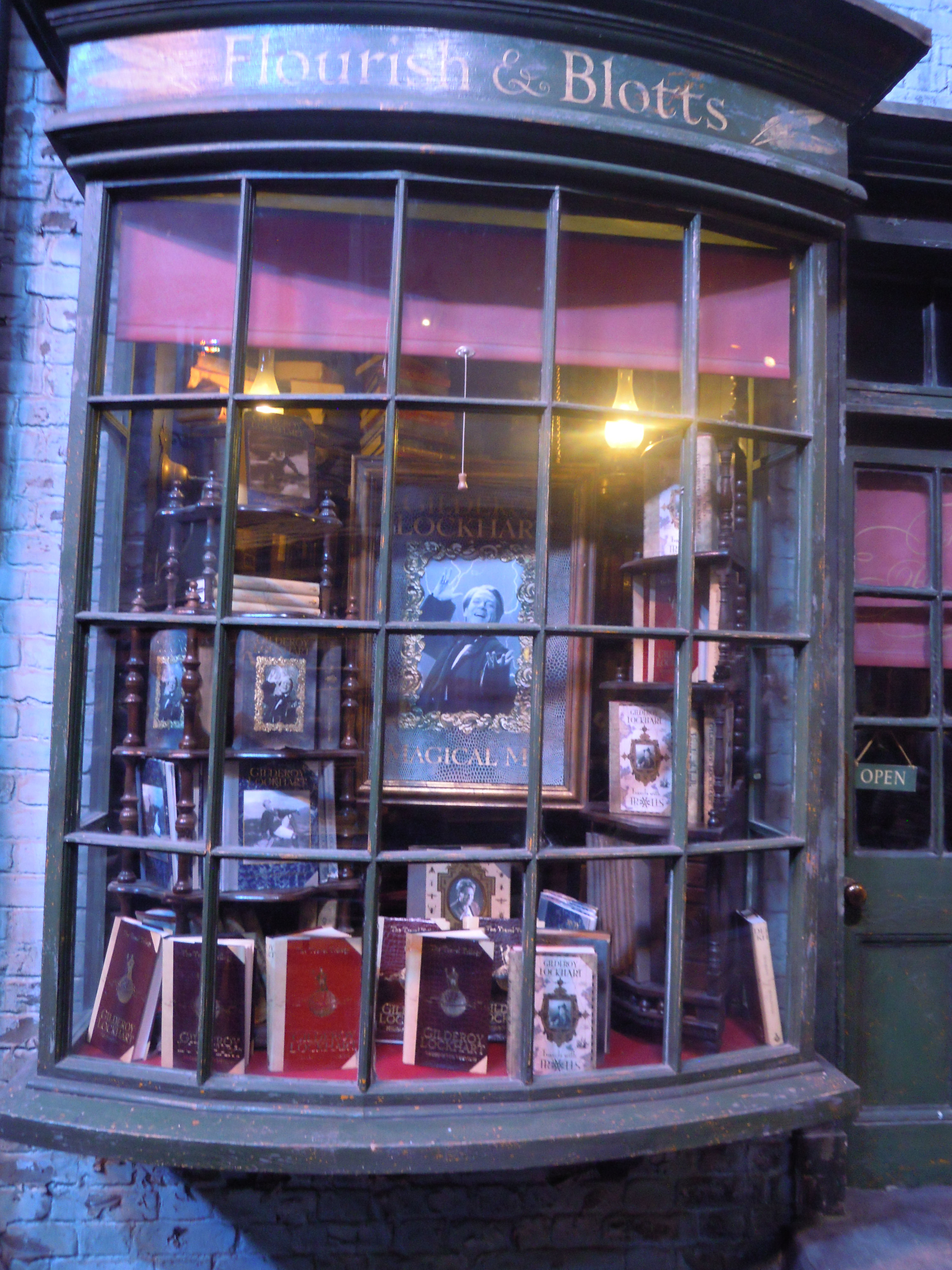
Vitrine de la librairie Fleury et Bott exposant les livres de Gilderoy Lockhart (studios Harry Potter).

Dans cet épisode, la partie de l'intrigue se déroulant au chemin de Traverse à Londres présente deux espaces principaux : l'allée des embrumes et la librairie Fleury et Bott.
Allée des embrumes
L'allée des embrumes est une rue adjacente du chemin de Traverse, ayant très mauvaise réputation, puisque des objets liés à la pratique de la magie noire y sont vendus. Peu de temps avant la rentrée, Harry s'y retrouve par erreur en prononçant mal sa destination voulue, lors de son transport par la poudre de cheminette à partir de la cheminée des Weasley.
Fleury et Bott
Fleury et Bott est une librairie populaire du chemin de Traverse, où Harry, Hermione et les Weasley se rendent au début de l’année pour acheter leurs livres scolaires. Ils y font la rencontre de l'auteur à succès et nouveau professeur de défense contre les forces du Mal de Poudlard, Gilderoy Lockhart, qui tient une séance de dédicaces. Ils y rencontrent également Drago et Lucius Malefoy. Ce dernier a une altercation avec le père de Ron, avant de déposer le journal de Jedusor dans les affaires de Ginny Weasley (détail élucidé à la fin du roman).

### Gare de King's Cross
Harry se rend à la gare de King's Cross de Londres avec les Weasley afin de monter dans le Poudlard Express qui le ramènera à l'école. Lui et Ron sont les derniers à essayer de franchir la barrière pour se rendre sur le quai 9 ¾, mais pour une raison qu'ils ignorent, le passage vers la voie magique reste clos sur leur passage et ils se retrouvent coincés du côté moldu de la gare. En dernier recours, ils décident donc de se rendre à Poudlard avec la voiture volante restée sur le parking.

### Poudlard

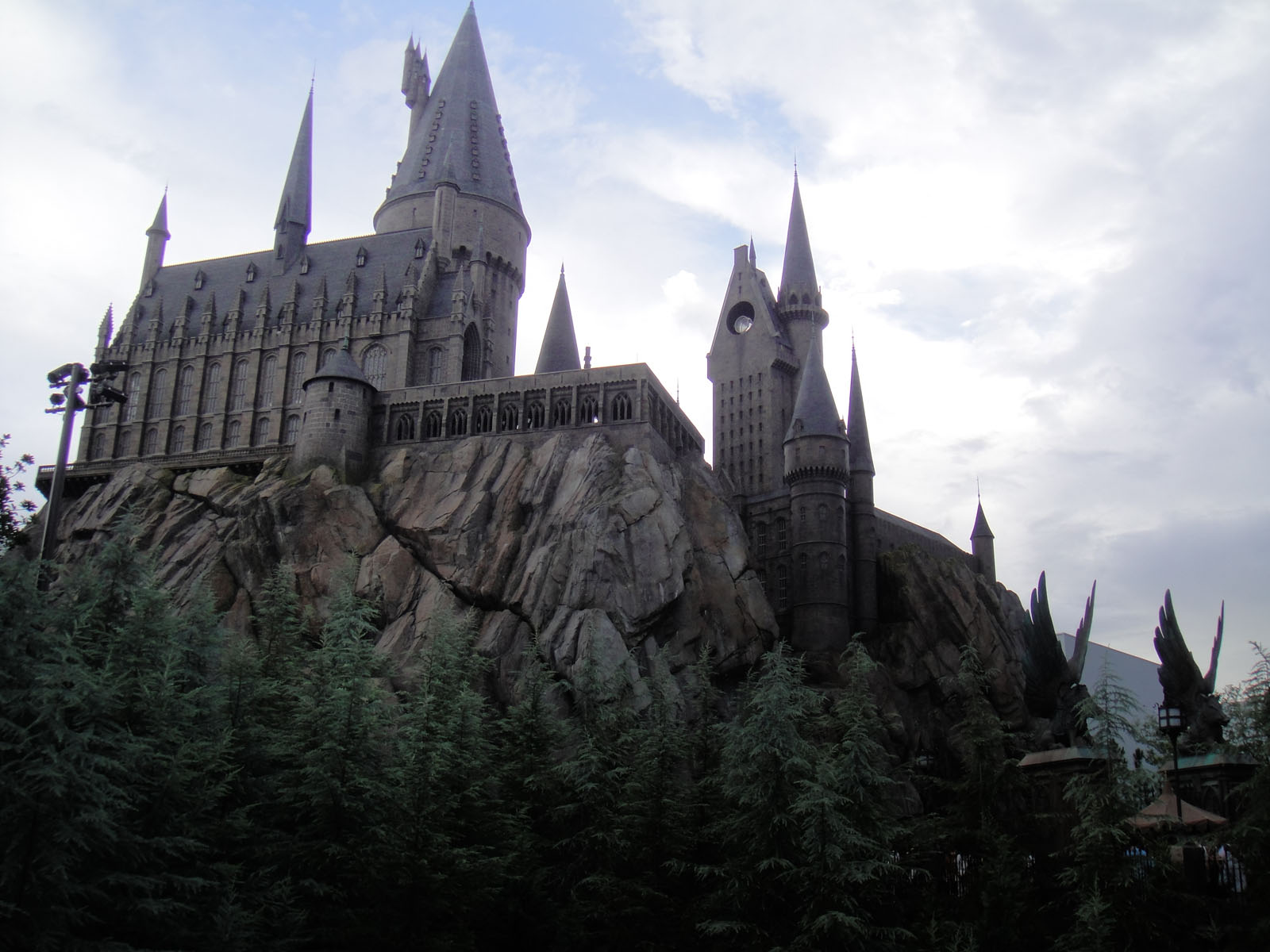
Réplique cinématographique du château de Poudlard au Wizarding World of Harry Potter.

Comme pour le roman précédent de la série, il s'agit du lieu principal de l'intrigue. C'est un château situé dans les hautes-terres d'Écosse, où les élèves vivent au rythme d'une année scolaire à partir du 1er septembre de chaque année.
Dans cet épisode, le héros découvre de nouvelles pièces du château, notamment la Chambre des secrets, la salle commune de Serpentard, les toilettes de Mimi Geignarde et le bureau de Dumbledore.
Chambre des secrets
La Chambre des secrets, située sous le château, a un plafond haut soutenu par des colonnes de pierre, sur lesquelles sont enroulés des serpents sculptés. Son atmosphère est verdâtre et angoissante.
Salle commune de Serpentard
La salle commune de Serpentard, où Harry et Ron interrogent Drago Malefoy, est une longue pièce souterraine aux murs et au plafond en pierre. Située elle aussi en sous-sol, la lumière y est toujours verdâtre.
Toilettes de Mimi Geignarde
Harry, Ron et Hermione se rendent régulièrement dans les toilettes de Mimi Geignarde, les anciennes toilettes des filles aux lavabos ébréchés, situées au deuxième étage. Elles sont occupées par le fantôme d'une jeune fille caractérielle. C'est un lieu idéal pour préparer en secret le polynectar.
Bureau de Dumbledore
Harry s'y rend pour la première fois dans cet épisode, alors que le doute plane autour de son éventuelle culpabilité dans l'affaire des agressions d'enfants moldus. C'est une vaste pièce circulaire éclairée par de hautes fenêtres, où les murs sont recouverts des portraits des anciens directeurs et directrices de l'école.

## Structure narrative et style

### Expression et genre
L'histoire de la Chambre des secrets couvre environ onze mois, de fin juillet 1992 à mi-juin 1993. Elle est écrite, comme les autres romans de la série, selon un point de vue narratif interne à la troisième personne, en limitant les informations à ce que le personnage de Harry Potter sait, apprend et ressent. Le livre appartient à un genre littéraire britannique décrivant la vie en internat, dans la lignée directe du roman d'apprentissage, des époques victorienne et édouardienne sur la vie à l'école publique britannique.
Dans cet épisode, le lecteur suit le cheminement évolutif du jeune héros en découvrant avec lui des capacités qu'il ignorait sur lui-même (comme celle de parler une autre langue sans s'en rendre compte). Tout au long de l'histoire, le lecteur est amené à éprouver lui aussi des doutes sur la véritable personnalité de Harry Potter (par l'éventualité d'une erreur de répartition) et sur son lien de parenté envisageable avec le sombre cofondateur de Poudlard, Salazar Serpentard.

### Nœuds de l'intrigue

#### La complicité de Lucius Malefoy (chapitres IV et XVIII)
Peu avant la rentrée, Harry et les Weasley se rendent à la librairie Fleury et Bott pour y acheter leurs nouveaux livres, et y rencontrent Drago Malefoy, ainsi que son père Lucius, avec qui Arthur Weasley a une altercation. Au même moment, Lucius Malefoy touche aux livres de Ginny Weasley, jugeant avec orgueil de la qualité de ses volumes, et y glisse discrètement le journal de Jedusor dans les affaires de Ginny. Il condamne ainsi la fille d'Arthur Weasley à devenir l'instrument de Voldemort dans sa tentative de rouvrir la Chambre des secrets à Poudlard.
À la fin de l’année, L'elfe Dobby essaie de faire comprendre à Harry par signes que le journal appartient à Malefoy, son maître. Harry se souvient alors de la manipulation des livres de Ginny par Malefoy à la librairie, du fait qu'il aurait très bien pu en dissimuler un de plus dans le chaudron qui les contenait, et également au fait que Dobby ait souhaité le mettre en garde dès le début de l’année. Il ne peut cependant pas prouver la complicité de Malefoy, mais les soupçons de Dumbledore à la fin de l'histoire permettent d'appuyer cette hypothèse.
Il est révélé dans le sixième tome que Malefoy ignorait probablement la véritable nature du journal (en tant qu'horcruxe), ne souhaitant que servir ses propres intérêts en discréditant Arthur Weasley et en se débarrassant d'un objet fortement compromettant.

#### Le souvenir de Jedusor (chapitre XIII)

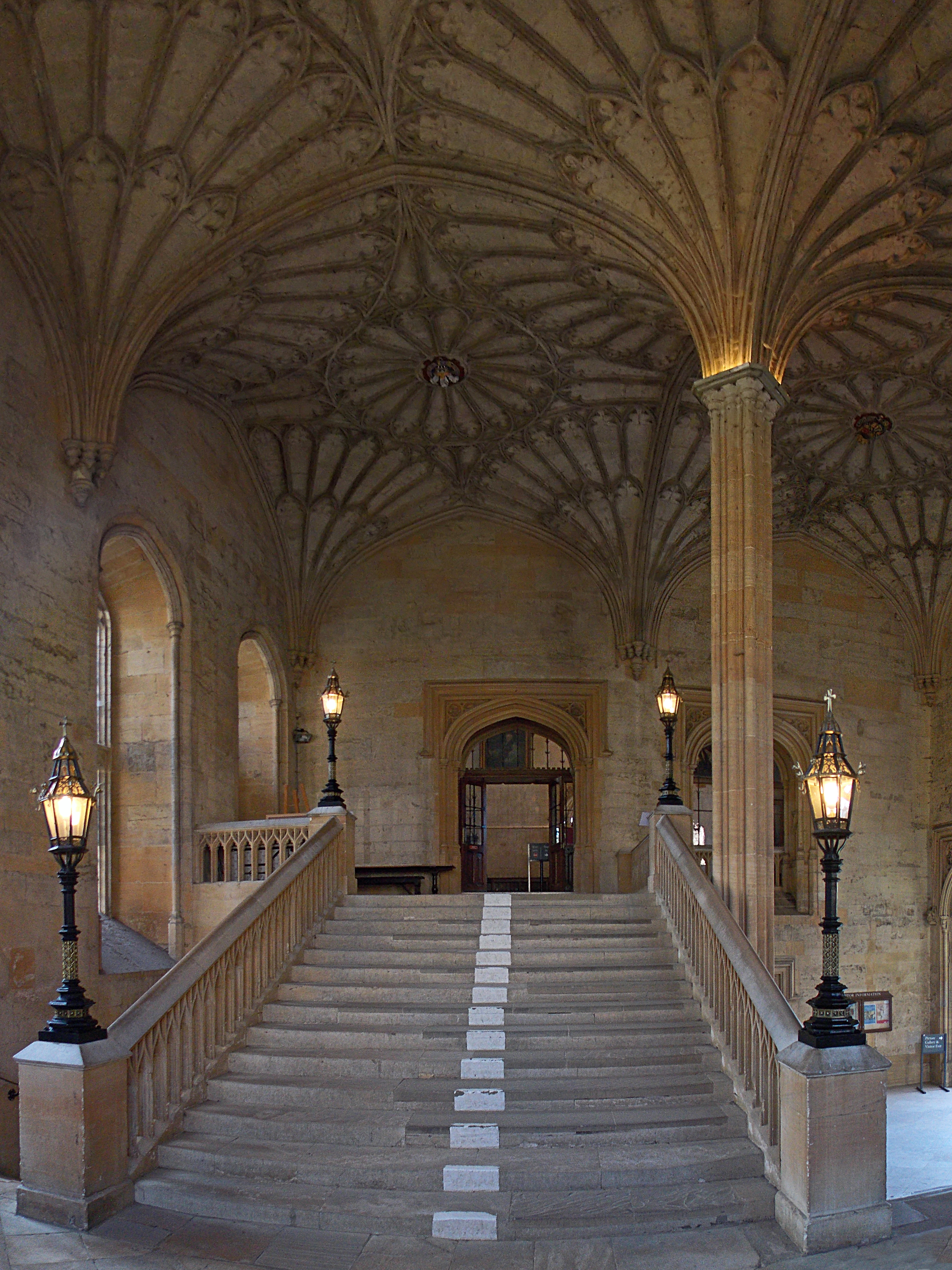
Décor de la scène du souvenir de Jedusor dans le film (Christ Church College, Oxford).

Harry trouve dans les toilettes un journal intime appartenant à un certain T.E. Jedusor et découvre qu'il peut "dialoguer" avec son ancien propriétaire. En effet, lorsqu'il écrit quelque chose à l'intérieur, les mots disparaissent, comme aspirés par le papier, puis de nouveaux mots se forment à la place, d'un auteur mystérieux (que Harry devine comme étant Jedusor lui-même). Une forme étrange de communication s'amorce entre eux. Harry apprend de Jedusor qu'une élève a été tuée cinquante ans plus tôt. Lorsque Harry demande l'identité de la personne ayant ouvert la Chambre durant ces années là, il est transporté par le biais du journal dans un souvenir datant d'un 13 juin et découvre de ses propres yeux que le coupable n'était autre que Hagrid, à l'époque où il était élève et que Armando Dippet était le directeur de l'école. Il découvre également que le monstre dont tout le monde parle serait vraisemblablement une araignée géante, libérée par Hagrid.

#### Dans la forêt interdite (chapitre XV)
En se rendant dans la forêt interdite, Harry et Ron rencontrent Aragog, l'araignée géante étant apparue dans le souvenir. En discutant avec lui, ils apprennent que Hagrid voulait seulement le protéger en le cachant dans un placard de l'école alors que tout le monde croyait qu'il était le monstre de la Chambre. La jeune fille tuée cinquante ans plus tôt aurait été découverte dans les toilettes, alors que l'araignée elle-même ne quittait jamais le placard où Hagrid la cachait.
Lorsque Harry lui demande s'il connait l'identité du responsable, Aragog répond seulement que la créature vit dans le château et que c'est une créature très ancienne, crainte par les araignées. Harry et Ron font alors le lien entre la première victime du monstre retrouvée dans les toilettes, et le fantôme qui les occupe encore à ce jour : Mimi Geignarde.

#### Les recherches d'Hermione (chapitre XVI)
Harry et Ron remarquent qu'Hermione, juste après son agression, tient dans sa main figée une page arrachée d'un livre qu'elle a consulté à la bibliothèque. Le contenu de la page mentionne le basilic, une créature gigantesque pouvant vivre plusieurs centaines d'années, qui effraie les araignées et aurait le pouvoir de tuer d'un simple regard. Hermione a ajouté à la main le mot « tuyau » et Harry comprend alors, tout comme Hermione, la nature du monstre de la Chambre des secrets. Parce qu'il s'agissait d'un serpent géant, Harry (qui est un Fourchelang) était effectivement le seul à pouvoir l'entendre murmurer à travers les murs, par lesquels il se déplaçait (grâce à la plomberie).
Les élèves avaient tous été pétrifiés, et non pas tués, parce qu'ils avaient croisé le regard du basilic par un intermédiaire : le chat à travers une flaque d'eau sur le sol, le premier élève à travers son appareil photo, le second à travers le fantôme de Nick Quasi-Sans-Tête, et Hermione et l'élève de Serdaigle à travers le miroir retrouvé à côté d'elles. Harry déduit que le basilic utilise la plomberie pour aller et venir de la Chambre. Grâce à l'aide de Mimi Geignarde, il localise son entrée dans les toilettes des filles.

#### La rencontre de Jedusor (chapitre XVII)
En se rendant dans la Chambre pour y chercher Ginny Weasley, Harry rencontre Tom Jedusor, l'auteur du journal intime. En réalité, la silhouette que Harry aperçoit est un souvenir, matérialisé grâce aux pouvoirs de persuasion du journal. Suivant les instructions de celui-ci, Ginny, envoûtée, aurait ouvert la Chambre des secrets. Voldemort, dont le vrai nom est Tom Elvis Jedusor, anagramme de « Je suis Voldemort », est le véritable héritier de Salazar Serpentard, et a laissé une partie de son âme dans le journal pour que soit poursuivie la tâche entamée cinquante ans plus tôt : « débarrasser Poudlard des sang-de-bourbe ».

## Accueil

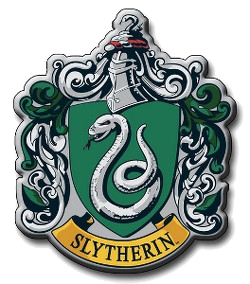
Les armoiries de la maison Serpentard, une des quatre maisons de l'école Poudlard.

### Accueil critique
Dans The Times, Deborah Loudon décrit La Chambre des secrets comme un livre pour enfants qui serait « relu à l'âge adulte » et souligne ses « passages forts, personnages engageants, excellentes blagues et message moral découlant naturellement de l'histoire ». L'auteur fantastique Charles de Lint appuie ce point de vue et considère le deuxième livre de Harry Potter aussi bien que son prédécesseur, et comme un succès rare parmi les séries romanesques. Thomas Wagner considère l'intrigue comme très semblable à celle du premier livre, basée sur la recherche d'une pièce secrète cachée sous l'école. Cependant, il apprécie la parodie des célébrités et de leurs fans par l'image de Gilderoy Lockhart et approuve la réponse au racisme faite par le livre. Tammy Nezol trouve ce second roman plus inquiétant que le précédent, en particulier par le comportement téméraire de Harry et de ses amis après que Harry ait obtenu les informations de Dumbledore. Néanmoins, elle considère la deuxième histoire aussi agréable que la première.
Mary B. Stuart estime que le conflit final contre Tom Jedusor est presque aussi effrayant que dans certaines œuvres de Stephen King, voire peut-être trop pour des enfants jeunes ou timides. Elle ajoute qu'il y a « assez de surprises et de détails imaginatifs pour remplir cinq livres moins bons que celui-ci ». Comme d'autres critiques, elle pense que le livre donnerait plaisir aux enfants et aux lecteurs adultes. Selon Philip Nel, les études sont convenues que le livre était exceptionnel.
En 2008, après la publication des sept romans de la série, Graeme Davis considère La Chambre des secrets comme étant le moins bon de la série et que la structure de l'intrigue ressemble beaucoup à celle de L'école des sorciers. Il décrit l'apparition du phénix comme le Deus ex machina. Selon lui, le livre n'explique pas comment Fumseck savait où trouver Harry, et le timing devait être très précis, car une intervention plus rapide de sa part aurait probablement empêché la bataille avec le basilic, tandis que son arrivée plus tardive aurait été fatale à Harry et Ginny.

### Récompenses
Harry Potter et la Chambre des secrets a reçu plusieurs récompenses. L'American Library Association a fait figurer le roman parmi ses 2 000 livres pour enfants les plus notables, ainsi que parmi les meilleurs livres pour jeunes adultes. En 1999, Booklist a nommé Harry Potter et la Chambre des secrets comme l'un des Choix d'éditeurs et comme faisant partie du Top Dix des romans de fantasy pour la jeunesse. Le Centre coopératif du livre pour enfants a fait du roman son choix de l'année 2000 dans la catégorie « fiction pour enfants ». Le roman a également remporté le British Book Award du « livre pour enfant de l'année » et a été présélectionné pour le Guardian Children's Award et Carnegie Award de 1998.
Harry Potter et la Chambre des secrets, tout comme son prédécesseur, a remporté la médaille d'or du prix Nestlé Smarties Book en 1998 pour la tranche d'âges 9-11 ans. Le Scottish Arts Council lui décerne en 1999 son premier prix du livre pour enfants et le roman remporte également le prix Whitaker's Platinum en 2001,. En 2003, le roman a été classé vingt-troisième sur l'enquête de la BBC, The Big Read.

## Adaptations

### Au cinéma

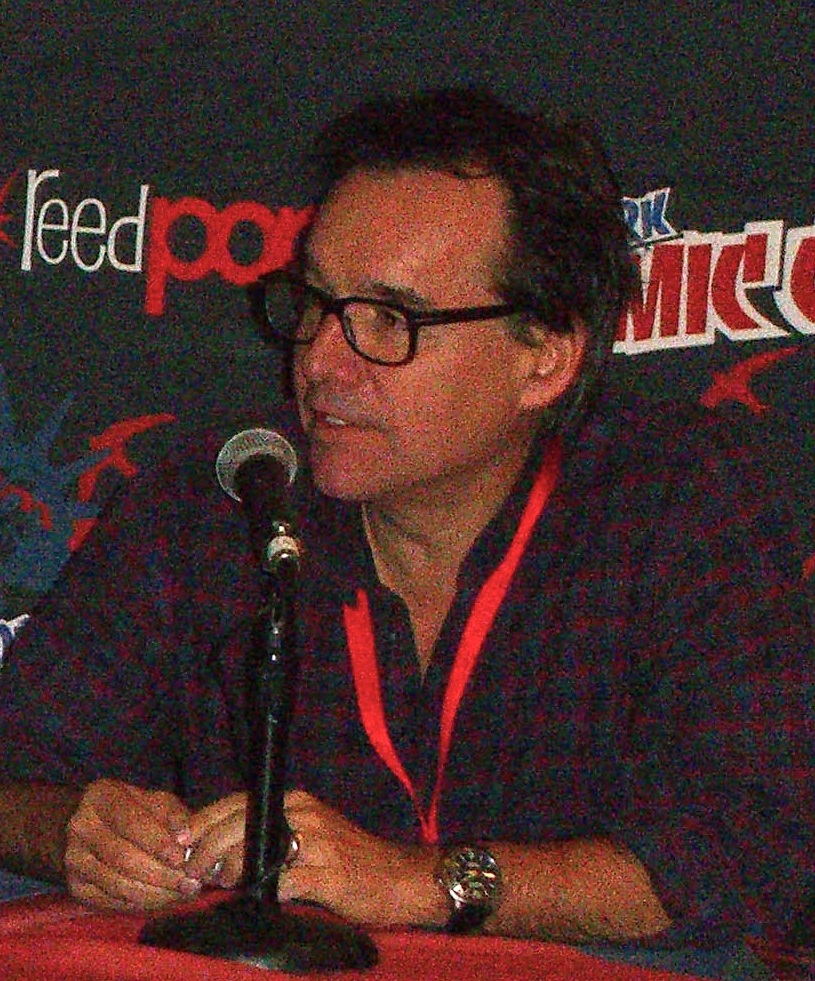
Chris Columbus, réalisateur du film Harry Potter et la Chambre des secrets.

La version cinématographique de Harry Potter et la Chambre des secrets, réalisée par l'américain Chris Columbus et écrite par Steve Kloves, a été diffusée en 2002. Il est devenu le troisième film à dépasser 600 millions de dollars au box-office mondial, après Titanic sorti en 1997, et Harry Potter à l'école des sorciers en 2001. Le film a été nommé aux Saturn Award pour le meilleur film fantastique.
Selon Metacritic, le film a reçu des commentaires « généralement favorables » avec un score moyen de 63%, et Rotten Tomatoes lui attribue un score de 82%.

### En jeu vidéo
Un jeu vidéo, basé sur l'intrigue du roman, a été développé pour sept plateformes différentes, et publié en 2002 par Electronic Arts.
| Développeur | Date de sortie   | Plateforme        | Genre              | GameRankings | Metacritic |
| ----------- | ---------------- | ----------------- | ------------------ | ------------ | ---------- |
| KnowWonder  | 14 novembre 2002 | Microsoft Windows | Aventure/réflexion | 71.46%       | 77/100     |
| Argonaut    | 14 novembre 2002 | PlayStation       | Action-aventure    | 70.50%       | 74/100     |
| Griptonite  | 14 novembre 2002 | Game Boy Color    | Jeu de rôle        | 77.33%       | NC         |
| Eurocom     | 14 novembre 2002 | Game Boy Advance  | Action/réflexion   | 73.44%       | 76/100     |
| Eurocom     | 14 novembre 2002 | GameCube          | Action-aventure    | 73.29%       | 77/100     |
| Eurocom     | 14 novembre 2002 | PlayStation 2     | Action-aventure    | 70.44%       | 71/100     |
| Eurocom     | 14 novembre 2002 | Xbox              | Action-aventure    | 74.58%       | 77/100     |

## Éditions françaises

### Format papier
- Harry Potter et la Chambre des secrets, Gallimard Jeunesse, coll. « Folio junior » no 961, 23 mars 1999, trad. Jean-François Ménard, illustré par Emily Walcker, 364 p.  (ISBN 2-07-052455-8)
- Harry Potter et la Chambre des secrets, Gallimard, coll. « Hors série Littérature », 25 novembre 1999, trad. Jean-François Ménard, 275 p.  (ISBN 2-07-054129-0) (BNF 37090406)
- Harry Potter et la Chambre des secrets, Gallimard Jeunesse, coll. « Folio junior » no 961, 5 mars 2002, trad. Jean-François Ménard, 361 p.  (ISBN 2-07-052455-8) (BNF 38844604)
- Harry Potter et la Chambre des secrets, Gallimard Jeunesse, coll. « Folio junior » no 961, 15 mars 2007, trad. Jean-François Ménard, 355 p.  (ISBN 978-2-07-061237-6) (BNF 40999550)
- Harry Potter et la Chambre des secrets, Gallimard, coll. « Hors série Littérature », 2 octobre 2008, trad. Jean-François Ménard, 378 p.  (ISBN 978-2-07-061918-4) (BNF 43473453)
- Harry Potter et la Chambre des secrets, Gallimard Jeunesse, coll. « Folio junior » no 961, 29 septembre 2011, trad. Jean-François Ménard, 364 p.  (ISBN 978-2-07-064303-5) (BNF 43409599)
- Harry Potter et la Chambre des secrets, Gallimard, coll. « Albums junior », 3 octobre 2016, trad. Jean-François Ménard, illustré par Jim Kay 272 p.  (ISBN 978-2-07-058826-8) (BNF 45135722)
- Harry Potter et la Chambre des secrets, Gallimard, coll. « Hors série Littérature », 3 octobre 2016, trad. Jean-François Ménard, 368 p.  (ISBN 978-2-07-062453-9) (BNF 45252887)

#### Liés à l'intrigue deLa Chambre des secrets
- Personnages : Tom Jedusor • Dobby • Hagrid • Aragog • Gilderoy Lockhart • Lucius Malefoy • Ginny Weasley • Mimi Geignarde
- Lieux : Terrier • Chambre des Secrets • Allée des embrumes
- Objets : Journal de Tom Jedusor • Poudre de cheminette • Voiture volante • Épée de Gryffondor • Choixpeau magique
- Créatures : Basilic • Acromantula • Le phénix Fumseck • Saule cogneur

#### Autour du roman
- J. K. Rowling (auteur)
- Bloomsbury Publishing (éditeur anglais)
- Gallimard Jeunesse (éditeur français)
- Jean-François Ménard (traducteur)
- Jean-Claude Götting (illustrateur des éditions françaises)